# مقبرة دبابات

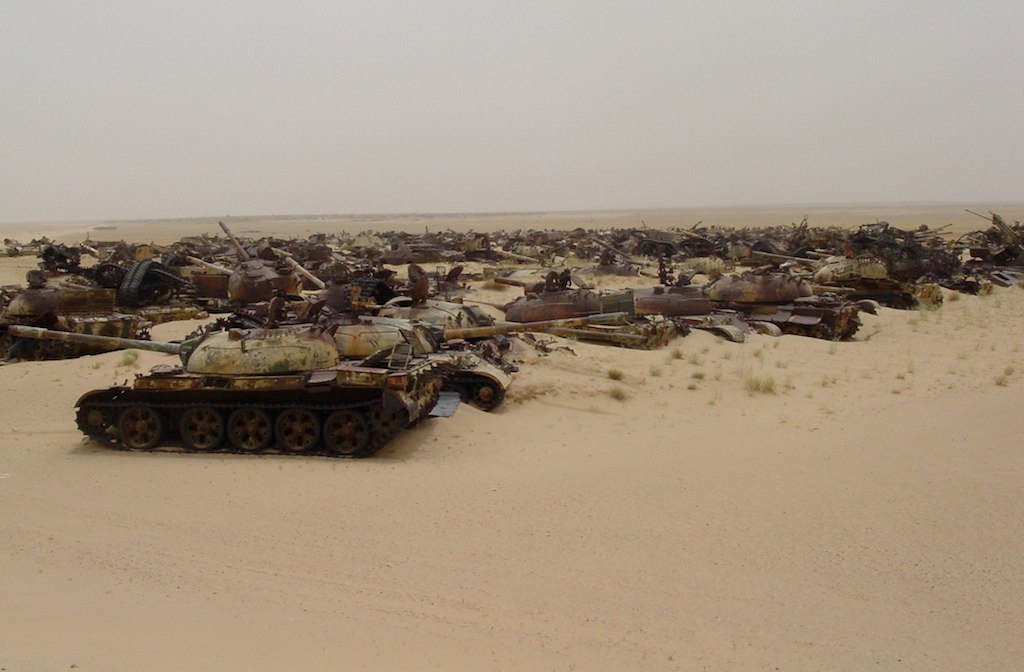
الدبابات العراقيَّة في الصحراء الكويتيَّة عام 2004

مقبرة دبابات أو مدفن دبابات هي منطقةٌ تحتوي على عددٍ من المركبات المدرعة المهجورة، وعادةً ما تكون نتيجةً للحرب.
تكون هذه المناطق غالبًا مُجرد مكان أخير للمعدات المدمرة أو المعطلة أو القديمة، ولكنها قد تكون مصدرًا للأجزاء اللازمة لإنتاج مركباتٍ جديدة أو مُرممة. تمكنت أوكرانيا مثلًا من نشر مئات الدبابات الجديدة للقتال في الحرب الروسية الأوكرانية من خلال استغلال تلك الموجودة في المقابر منذ الحقبة السوفيتية.

## مقابر دبابات شهيرة
- فوكوفار، كرواتيا (معركة فوكوفار،[2] حرب الاستقلال الكرواتية)
- كابل، أفغانستان (الحرب السوفيتية في أفغانستان)
- خيمكاران [الإنجليزية]،[3] الهند (الحرب الباكستانية الهندية 1965)
- تشاويندا [الإنجليزية]، باكستان (الحرب الباكستانية الهندية 1965)
- لونغوالا [الإنجليزية]، الهند (الحرب الباكستانية الهندية 1971 )
- طريق الموت، شمال مدينة الكويت، الكويت (1991، حرب الخليج الثانية)
- أسمرة، إرتريا (حرب الاستقلال الإريترية)